# 25869 Jacoby
25869 Jacoby este o planetă minoră (asteroid), cu un diametru de 22,676 km, din centura de asteroizi. A fost descoperită pe 1 mai 2000 la Stația Anderson Mesa de Lowell Observatory Near-Earth-Object Search. 
Obiectul prezintă o orbită caracterizată de o semiaxă mare de 3,9723727 UAi, o excentricitate de 0,14, o înclinație de 16,97373 ° în raport cu ecliptica.